# Arnoldova letecká základna
Arnoldova letecká základna (anglicky Arnold Air Force Base; kód ICAO je KAYX, kód FAA LID AYX) je vojenská letecká základna letectva Spojených států amerických nacházející se v bezprostřední blízkosti města Tullahoma ve státě Tennessee.
Sídlí zde Arnoldovo technické vývojové centrum (Arnold Engineering Development Center; AEDC), které je jedním z technologicky nejpokročilejších a nejrozsáhlejších komplexů pro zkoušky komponentů letadel a letových simulací. Je vybaveno 58 aerodynamickými tunely a tunely pro zkoušky motorů s reaktivním pohonem, komorami pro simulaci kosmického prostředí a dalšími specializovanými jednotkami. Arnoldovo centrum bylo mimo jiné zapojeno do vývoje a testování v rámci programů jako např.: F-22 Raptor, Joint Strike Fighter, F/A-18 Super Hornet nebo B-2 Spirit. Dále zde také probíhaly zkoušky proudových motorů Pratt & Whitney série 4000 pro dopravní letadla Boeing 777. Komplex AEDC spadá pod Velitelství zásobování vzdušných sil (AFMC).
Základna byla pojmenována na počest generála Henryho H. Arnolda, jednoho z duchovních otců současného amerického letectva.